# Wyldwood
Wyldwood è un census-designated place degli Stati Uniti d'America, situato nella contea di Bastrop dello Stato del Texas. Secondo il censimento effettuato nel 2000 la popolazione era di 2,505.

## Geografia
Il CDP è situato a 30°07′48″N 97°27′15″W, circa 7 miglia ad ovest di Bastrop, nella parte occidentale della contea.
Secondo l'Ufficio del censimento degli Stati Uniti d'America il CDP ha un'area totale di 12.1 miglia quadrate (31 km²), di cui 12.1 miglia quadrate (31 km²) sono terra, mentre 0.1 miglia quadrate (0.26 km², corrispondenti allo 0.58% del territorio) sono costituiti dall'acqua.

## Società

### Evoluzione demografica
Secondo il censimento del 2000, c'erano 2,310 persone, 835 nuclei familiari e 646 famiglie residenti nella città. La densità di popolazione era di 191.7 persone per miglio quadrato (74.0/km²). C'erano 884 unità abitative a una densità media di 73.4 per miglio quadrato (28.3/km²). La composizione etnica della città era formata dall'82.60% di bianchi, l'8.35% di afroamericani, lo 0.52% di nativi americani, lo 0.74% di asiatici, il 4.42% di altre razze, e il 3.29% di due o più etnie. Ispanici o latinos di qualunque razza erano il 14.94% della popolazione.
C'erano 835 nuclei familiari di cui il 35.7% aveva figli di età inferiore ai 18 anni, il 61.9% erano coppie sposate conviventi, l'11.5% aveva un capofamiglia femmina senza marito, e il 22.6% erano non-famiglie. Il 16.9% di tutti i nuclei familiari erano individuali e il 4.1% aveva componenti con un'età di 65 anni o più che vivevano da soli. Il numero di componenti medio di un nucleo familiare era di 2.77 e quello di una famiglia era di 3.11.
La popolazione era composta dal 27.0% di persone sotto i 18 anni, l'8.1% di persone dai 18 ai 24 anni, il 29.2% di persone dai 25 ai 44 anni, il 26.3% di persone dai 45 ai 64 anni, e il 9.4% di persone di 65 anni o più. L'età media era di 37 anni. Per ogni 100 femmine c'erano 96.6 maschi. Per ogni 100 femmine dai 18 anni in su, c'erano 97.9 maschi.
Il reddito medio di un nucleo familiare era di 57,333 dollari, e quello di una famiglia era di 61,088 dollari. I maschi avevano un reddito medio di 40,500 dollari contro i 28,097 dollari delle femmine. Il reddito pro capite era di 20,217 dollari. Circa il 4.3% delle famiglie e il 4.8% della popolazione erano sotto la soglia di povertà, incluso il 5.1% di persone sotto i 18 anni.

## Istruzione
Gli studenti di Wyldwood frequentano il Bastrop Independent School District.